# آدرین هاجس
آدرین هاجس (انگلیسی: Adrian Hodges؛ ‏ ۴ فوریهٔ ۱۹۵۷ – ) یک فیلم‌نامه‌نویس و تهیه‌کننده اهل بریتانیا بود.

## شغل
او ابتدا در مجلهٔ اسکرین اینترنشنال کار می‌کرد.

## فیلم‌شناسی
- تفنگدارها
- دوران کهن
- هزارتو